# Колядин, Михаил Александрович
Михаил Александрович Колядин (род. 22 ноября 1970, Пенза) — российский актёр театра и кино.

## Биография
Родился в городе Пенза. С детства был увлечен спортом. Занимался боксом, дзюдо, карате кекусинкай. Закончил ЛГИТМиК. После окончания театрального вуза играл в антрепризах. В 1991 году он сыграл в своем первом фильме, а в 2000-х начал сниматься в сериалах.
Его героям нередко приходится демонстрировать навыки владения боевыми искусствами. Для правдоподобности и красоты кадра в большинстве случаев сам исполняет трюки.

### Увлечения
Экстремальные виды спорта.

## Фильмография
Актёр
- 2018 — «Балабол-3» — Гуня
- 2017 — «Зелёный фургон. Совсем другая история» — Реж. Сергей Крутин
- 2016 — «Москва. Три вокзала» — Реж. Николай Денисов. роль. Иван Усольцев
- 2014 — «Другой майор Соколов» — реж. Карен Захаров. роль. Морозов
- 2013 — «Бретёр» — реж. М. Шевчук роль. Майор Железякин
- 2013 — «Операция «Кукловод»» — криминалист ФСБ
- 2012 — «Хмурое небо» — реж. М Мамедов
- 2011 — «Башня – 2» — реж. Денис Нейманд роль. Илюхин
- 2011 — «Золотой запас» — реж. Дмитрий Матов
- 2011 — «Супруги» — реж. В.Штерянов роль. Денис Гончаров
- 2011 — «Метод Лавровой» — реж. Владислав Николаев роль. Петя Понтюшин «Гурман»
- 2011 — «Eye of the Dragon» — США. реж. Джон Хаймс
- 2011 — «Slave trade»
- 2011 — «Объект - 11» — реж. Всеволод Аравин. роль. Стивен Мак Грегор
- 2011 — «Кодекс чести - 5» — реж. Георгий Николаенко. роль. Игорь Павлов
- 2011 — «Лектор» — реж. Вадим Шмелев
- 2011 — «Знаки судьбы - 2» — реж. Дмитрий Мартынов. роль. Штырев «Штырь»
- 2011 — «Погоня за тенью» — реж. Гузель Киреева. роль. Леша
- 2011 — «Терминал» — реж. Шамшулин Марсель. роль. Вадим
- 2011 — «Закон и порядок : Преступный умысел - 4» — . реж. Георгий Николаенко. роль. Алекс
- 2010 — «Кулагин и партнеры» — реж. Юрий Попович. роль. Вадим
- 2010 — «Егорушка» — реж. Александр Кулямин. роль. Майор Синичкин
- 2010 — «Ранетки» — реж. Карен Захаров. роль. Машков
- 2009 — «Город соблазнов» — реж. Александр Кулямин. роль. «Рваный»
- 2009 — Барвиха — реж. Евгений Лаврентьев. роль. преподаватель физкультуры.
- 2008 — «Закон и порядок: Преступный умысел -3» — реж. Георгий Николаенко. роль. Дима
- 2007 — «Закон и порядок :Отдел оперативных расследований -3» — реж. Дмитрий Брусникин роль. Глухов
- 2006 — «Защита Красина» — реж. Алексей Шикин
- 2006 — «Омут» — реж. Алексей Шикин
- 1992 — «Чекист» — реж. Александр Рогожкин
- 1991 — «Мой лучший друг - генерал Василий, сын Иосифа» — реж. Виктор Садовский

## Озвучивание
- 2010 — Пенсионеры (сериал)